# خوف و هراس: داستان الکتریسیته
خوف و هراس: داستان الکتریسیته (به انگلیسی: Shock and Awe: The Story of Electricity) مجموعه مستند تلویزیونی سه قسمتی پیرامون تاریخ الکتریسیته است که به طور مشترک توسط دانشگاه آزاد انگلستان و بی‌بی‌سی تولید شد و در اکتبر ۲۰۱۱ میلادی توسط کانال چهار بی‌بی‌سی به روی آنتن رفت. این مستند که توسط فیزیکدان عراقی-بریتانیایی جیم الخلیلی روایت می‌شود، به داستان کشف الکتریسیته از آزمایش‌های گالوانی و ولتا تا اختراعات و فناوری‌های نوین الکترونیک از جمله نیمه هادیها و بردهای الکترونیک می‌پردازد.